# 詩丁
詩丁（印尼語：Siding）是印度尼西亞西加里曼丹省孟加影縣下轄的一個鎮，位於該縣最東端鄰近印度尼西亞與馬來西亞的邊境，東鄰上侯縣恩帝岡鎮，南連萬那縣亞依勿剎鎮，西接Seluas鎮，西北鄰耶蓋峇邦鎮，北邊與馬來西亞砂拉越州古晉省石隆門縣相鄰。

## 行政區劃
詩丁鎮劃分為8個村。
- Hli Buie
- 詩丁村
- 宋公1村
- 宋公2村
- 宋公3村
- 打望村
- Tangguh
- 打旺村